# Chaetostoma paucispinis
Chaetostoma paucispinis är en fiskart som beskrevs av Regan 1912. Chaetostoma paucispinis ingår i släktet Chaetostoma och familjen Loricariidae. Inga underarter finns listade i Catalogue of Life.